# Miami PanAm International 2000
Die Miami PanAm International 2000 im Badminton fanden Anfang Dezember 2000 statt.

## Sieger und Platzierte
| Disziplin    | Gold                     | Silber                    | Bronze                         |
| ------------ | ------------------------ | ------------------------- | ------------------------------ |
| Herreneinzel | Kevin Han                | Stephan Wojcikiewicz      | Cosmin Ioan                    |
| Herreneinzel | Kevin Han                | Stephan Wojcikiewicz      | Gabor Ovari-Kerti              |
| Dameneinzel  | Kokoe Tanaka             | Sharleen Bulli            | Pat Beckford                   |
| Dameneinzel  | Kokoe Tanaka             | Sharleen Bulli            | Ida Riley                      |
| Herrendoppel | Mathew Fogarty Kevin Han | Andy Chong Henrik Wiberg  | Marc Lai Gabor Ovari-Kerti     |
| Herrendoppel | Mathew Fogarty Kevin Han | Andy Chong Henrik Wiberg  | Alberto Companioni Cosmin Ioan |
| Damendoppel  | Lina Taft Kokoe Tanaka   | Pat Beckford Rose Leefatt | Anne Chien Marianne Heinz      |
| Damendoppel  | Lina Taft Kokoe Tanaka   | Pat Beckford Rose Leefatt | Sharleen Bulli Maria Delgado   |
| Mixed        | Andy Chong Kokoe Tanaka  | Mathew Fogarty Lina Taft  | Henrik Wiberg Marianne Heinz   |
| Mixed        | Andy Chong Kokoe Tanaka  | Mathew Fogarty Lina Taft  | Cosmin Ioan Maria Delgado      |